# روی فینچ (بازیکن فوتبال)
روی فینچ (انگلیسی: Roy Finch; ۷ آوریل ۱۹۲۲ – ۱۴ اوت ۲۰۰۷) بازیکن فوتبال اهل بریتانیا بود.
از باشگاه‌هایی که در آن بازی کرده‌است می‌توان به باشگاه فوتبال وست برومویچ آلبیون، باشگاه فوتبال لینکولن سیتی، و باشگاه فوتبال سوانزی سیتی اشاره کرد.